# Gertschosa
Gertschosa là một chi nhện trong họ Gnaphosidae.